# MDA-MB-231
MDA-MB-231（MD Anderson-Metastatic Breast-231）是一種三陰性乳癌細胞系，1973年分离自一位51岁女性的胸腔积液。MDA-MB-231列入NCI-60和ICBP43细胞系列表廣泛應用於生物學和癌症研究，根据MEDLINE書目資料庫，三分之二的乳腺癌細胞系研究的摘要中都有MDA-MB-231和另外兩個乳腺癌細胞系T-47D、MCF-7。

## 外部連結
- Cellosaurus entry for MDA-MB-231 （页面存档备份，存于）